# ابن عرس ماليزي
ابن عرس ماليزي (الاسم العلمي: Mustela nudipes) (بالإنجليزية: Malayan Weasel)‏ هو نوع من الحيوانات يتبع جنس ابن عرس من فصيلة العرسيات.